# Martial Bourdin
Pour les articles homonymes, voir Bourdin.
Martial Bourdin (1868-1894) est un anarchiste illégaliste français.

## Biographie

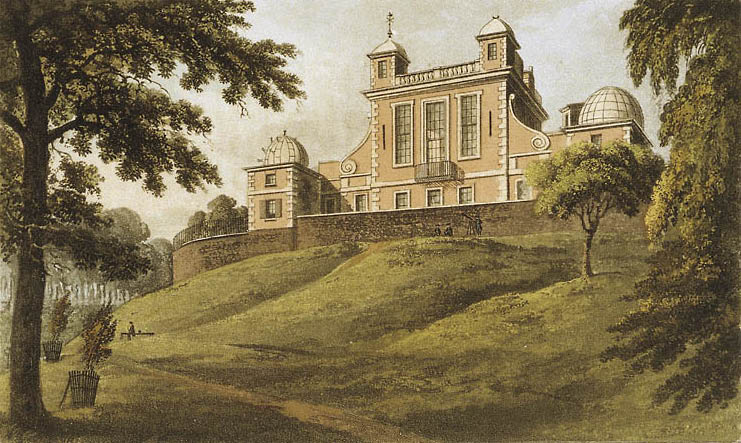
Observatoire de Greenwich.

Né vers 1868 à Tours dans une famille pauvre, Martial Bourdin est tailleur, mais surtout militant. Il quitte la France, va aux États-Unis puis gagne Londres. Le 15 février 1894, Martial Bourdin est grièvement blessé par l'explosion de la bombe qu'il transporte près de l'Observatoire de Greenwich. Transporté à l'Hôpital maritime tout proche, il y meurt rapidement sans avoir révélé son nom et ses objectifs.
Il semble qu'il envisageait de regagner la France après la réussite d'un attentat. La police perquisitionne dans les milieux anarchistes, notamment au Club Autonomia. Cette affaire a un grand retentissement en Grande-Bretagne et est à l'origine d'un roman, L'Agent secret de Joseph Conrad.
La mort de Bourdin se situe au moment de la grande campagne d'attentats anarchistes de la fin du XIXe siècle.

## Notices
- L'Éphéméride anarchiste : notice biographique.
- (en) Paul Gibbard, Bourdin, Martial (1867/8–1894), Oxford Dictionary of National Biography, Oxford University Press, 2004, texte intégral.